# Madrid Open 2021 - Qualificazioni singolare femminile
Le qualificazioni del singolare femminile del Madrid Open 2021 sono un torneo di tennis preliminare per accedere alla fase finale della manifestazione. Le vincitrici dell'ultimo turno sono entrate di diritto nel tabellone principale. In caso di ritiro di una o più giocatrici aventi diritto a queste sono subentrate le lucky loser, ossia le giocatrici che hanno perso nell'ultimo turno ma che avevano una classifica più alta rispetto alle altre partecipanti che avevano comunque perso nel turno finale.

## Teste di serie
1. Anastasija Sevastova (qualificata)
2. Kristina Mladenovic (qualificata)
3. Laura Siegemund (qualificata)
4. Alizé Cornet (primo turno)
5. Danka Kovinić (ultimo turno)
6. Hsieh Su-wei (ultimo turno)
7. Kaia Kanepi (primo turno)
8. Kateřina Siniaková (primo turno)
9. Alison Van Uytvanck (primo turno)
10. Heather Watson (primo turno)
11. Bernarda Pera (qualificata)
12. Leylah Annie Fernandez (primo turno)

1. Polona Hercog (ultimo turno)
2. Irina-Camelia Begu (qualificata)
3. Anastasija Potapova (ultimo turno)
4. Marta Kostjuk (ultimo turno)
5. Ajla Tomljanović (qualificata)
6. Misaki Doi (qualificata)
7. Tamara Zidanšek (qualificata)
8. Nao Hibino (ultimo turno)
9. Arantxa Rus (primo turno)
10. Nina Stojanović (qualificata)
11. Zarina Dijas (ultimo turno)
12. Aljaksandra Sasnovič (ultimo turno)

## Qualificate
1. Anastasija Sevastova
2. Kristina Mladenovic
3. Laura Siegemund
4. Ajla Tomljanović
5. Misaki Doi
6. Tamara Zidanšek

1. Kateryna Kozlova
2. Ana Bogdan
3. Vera Zvonarëva
4. Irina-Camelia Begu
5. Bernarda Pera
6. Nina Stojanović

## Tabellone

### Legenda
| - Q = Qualificato - WC = Wild card - LL = Lucky loser | - ALT = Alternate - SE = Special Exempt - PR = Protected Ranking | - w/o = Walkover - r = Ritirato - d = Squalificato |

### Sezione 1
|  | Primo turno | Primo turno          | Primo turno         | Primo turno | Primo turno |  |  | Ultimo turno | Ultimo turno         | Ultimo turno         | Ultimo turno | Ultimo turno |  |
|  |             |                      |                     |             |             |  |  |              |                      |                      |              |              |  |
|  | 1           | Anastasija Sevastova | 3                   | 6           | 6           |  |  |              |                      |                      |              |              |  |
|  |             | Cvetana Pironkova    | 6                   | 4           | 3           |  |  | 1            | Anastasija Sevastova | Anastasija Sevastova | 6            | 7            |  |
|  |             | Margarita Gasparjan  | Margarita Gasparjan | 4           | 1           |  |  | 16           | Marta Kostjuk        | Marta Kostjuk        | 1            | 5            |  |
|  | 16          | Marta Kostjuk        | Marta Kostjuk       | 6           | 6           |  |  |              |                      |                      |              |              |  |

### Sezione 2
|  | Primo turno | Primo turno          | Primo turno         | Primo turno | Primo turno |  |  | Ultimo turno | Ultimo turno        | Ultimo turno        | Ultimo turno | Ultimo turno |  |
|  |             |                      |                     |             |             |  |  |              |                     |                     |              |              |  |
|  | 2           | Kristina Mladenovic  | 6                   | 5           | 7           |  |  |              |                     |                     |              |              |  |
|  | WC          | Ane Mintegi del Olmo | 3                   | 7           | 6(1)        |  |  | 2            | Kristina Mladenovic | Kristina Mladenovic | 6            | 6            |  |
|  |             | Varvara Gračëva      | Varvara Gračëva     | 4           | 62          |  |  | 15           | Anastasija Potapova | Anastasija Potapova | 4            | 2            |  |
|  | 15          | Anastasija Potapova  | Anastasija Potapova | 6           | 7           |  |  |              |                     |                     |              |              |  |

### Sezione 3
|  | Primo turno | Primo turno            | Primo turno     | Primo turno | Primo turno |  |  | Ultimo turno | Ultimo turno         | Ultimo turno | Ultimo turno | Ultimo turno |  |
|  |             |                        |                 |             |             |  |  |              |                      |              |              |              |  |
|  | 3           | Laura Siegemund        | Laura Siegemund | 6           | 6           |  |  |              |                      |              |              |              |  |
|  |             | Andrea Petković        | Andrea Petković | 2           | 4           |  |  | 3            | Laura Siegemund      | 4            | 6            | 6            |  |
|  | WC          | Jéssica Bouzas Maneiro | 5               | 6           | 1           |  |  | 24           | Aljaksandra Sasnovič | 6            | 1            | 0            |  |
|  | 24          | Aljaksandra Sasnovič   | 7               | 4           | 6           |  |  |              |                      |              |              |              |  |

### Sezione 4
|  | Primo turno | Primo turno      | Primo turno      | Primo turno | Primo turno |  |  | Ultimo turno | Ultimo turno     | Ultimo turno     | Ultimo turno | Ultimo turno |  |
|  |             |                  |                  |             |             |  |  |              |                  |                  |              |              |  |
|  | 4           | Alizé Cornet     | 1                | 6           | 6           |  |  |              |                  |                  |              |              |  |
|  |             | Wang Xiyu        | 6                | 4           | 7           |  |  |              | Wang Xiyu        | Wang Xiyu        | 64           | 1            |  |
|  | PR          | Mona Barthel     | Mona Barthel     | 4           | 1           |  |  | 17           | Ajla Tomljanović | Ajla Tomljanović | 7            | 6            |  |
|  | 17          | Ajla Tomljanović | Ajla Tomljanović | 6           | 6           |  |  |              |                  |                  |              |              |  |

### Sezione 5
|  | Primo turno | Primo turno          | Primo turno          | Primo turno | Primo turno |  |  | Ultimo turno | Ultimo turno  | Ultimo turno  | Ultimo turno | Ultimo turno |  |
|  |             |                      |                      |             |             |  |  |              |               |               |              |              |  |
|  | 5           | Danka Kovinić        | Danka Kovinić        | 6           | 6           |  |  |              |               |               |              |              |  |
|  | WC          | Marta Custic         | Marta Custic         | 3           | 2           |  |  | 5            | Danka Kovinić | Danka Kovinić | 2            | 4            |  |
|  | WC          | Eva Guerrero Álvarez | Eva Guerrero Álvarez | 3           | 2           |  |  | 18           | Misaki Doi    | Misaki Doi    | 6            | 6            |  |
|  | 18          | Misaki Doi           | Misaki Doi           | 6           | 6           |  |  |              |               |               |              |              |  |

### Sezione 6
|  | Primo turno | Primo turno        | Primo turno | Primo turno | Primo turno |  |  | Ultimo turno | Ultimo turno    | Ultimo turno    | Ultimo turno | Ultimo turno |  |
|  |             |                    |             |             |             |  |  |              |                 |                 |              |              |  |
|  | 6           | Hsieh Su-wei       | 1           | 7           | 6           |  |  |              |                 |                 |              |              |  |
|  | WC          | Jaqueline Cristian | 6           | 6           | 0           |  |  | 6            | Hsieh Su-wei    | Hsieh Su-wei    | 1            | 0            |  |
|  |             | Kaja Juvan         | 7           | 1           | 3           |  |  | 19           | Tamara Zidanšek | Tamara Zidanšek | 6            | 6            |  |
|  | 19          | Tamara Zidanšek    | 6           | 6           | 6           |  |  |              |                 |                 |              |              |  |

### Sezione 7
|  | Primo turno | Primo turno      | Primo turno      | Primo turno | Primo turno |  |  | Ultimo turno | Ultimo turno     | Ultimo turno     | Ultimo turno | Ultimo turno |  |
|  |             |                  |                  |             |             |  |  |              |                  |                  |              |              |  |
|  | 7           | Kaia Kanepi      | Kaia Kanepi      | 1           | 4           |  |  |              |                  |                  |              |              |  |
|  | PR          | Kateryna Kozlova | Kateryna Kozlova | 6           | 6           |  |  | PR           | Kateryna Kozlova | Kateryna Kozlova | 6            | 6            |  |
|  |             | Martina Trevisan | Martina Trevisan | 2           | 4           |  |  | 23           | Zarina Dijas     | Zarina Dijas     | 4            | 4            |  |
|  | 23          | Zarina Dijas     | Zarina Dijas     | 6           | 6           |  |  |              |                  |                  |              |              |  |

### Sezione 8
|  | Primo turno | Primo turno        | Primo turno        | Primo turno | Primo turno |  |  | Ultimo turno | Ultimo turno | Ultimo turno | Ultimo turno | Ultimo turno |  |
|  |             |                    |                    |             |             |  |  |              |              |              |              |              |  |
|  | 8           | Kateřina Siniaková | Kateřina Siniaková | 67          | 5           |  |  |              |              |              |              |              |  |
|  |             | Ana Bogdan         | Ana Bogdan         | 7           | 7           |  |  |              | Ana Bogdan   | 4            | 6            | 6            |  |
|  |             | Océane Dodin       | 2                  | 6           | 3           |  |  | 20           | Nao Hibino   | 6            | 3            | 4            |  |
|  | 20          | Nao Hibino         | 6                  | 3           | 6           |  |  |              |              |              |              |              |  |

### Sezione 9
|  | Primo turno | Primo turno               | Primo turno    | Primo turno | Primo turno |  |  | Ultimo turno | Ultimo turno              | Ultimo turno              | Ultimo turno | Ultimo turno |  |
|  |             |                           |                |             |             |  |  |              |                           |                           |              |              |  |
|  | 9           | Alison Van Uytvanck       | 6              | 2           | 0           |  |  |              |                           |                           |              |              |  |
|  |             | Anna Karolína Schmiedlová | 0              | 6           | 6           |  |  |              | Anna Karolína Schmiedlová | Anna Karolína Schmiedlová | 2            | 1            |  |
|  | PR          | Vera Zvonarëva            | Vera Zvonarëva | 6           | 6           |  |  | PR           | Vera Zvonarëva            | Vera Zvonarëva            | 6            | 6            |  |
|  | 21          | Arantxa Rus               | Arantxa Rus    | 3           | 2           |  |  |              |                           |                           |              |              |  |

### Sezione 10
|  | Primo turno | Primo turno        | Primo turno     | Primo turno | Primo turno |  |  | Ultimo turno | Ultimo turno       | Ultimo turno       | Ultimo turno | Ultimo turno |  |
|  |             |                    |                 |             |             |  |  |              |                    |                    |              |              |  |
|  | 10          | Heather Watson     | Heather Watson  | 3           | 3           |  |  |              |                    |                    |              |              |  |
|  |             | Stefanie Vögele    | Stefanie Vögele | 6           | 6           |  |  |              | Stefanie Vögele    | Stefanie Vögele    | 3            | 3            |  |
|  |             | Anna Kalinskaja    | 6               | 64          | 0           |  |  | 14           | Irina-Camelia Begu | Irina-Camelia Begu | 6            | 6            |  |
|  | 14          | Irina-Camelia Begu | 4               | 7           | 6           |  |  |              |                    |                    |              |              |  |

### Sezione 11
|  | Primo turno | Primo turno    | Primo turno   | Primo turno | Primo turno |  |  | Ultimo turno | Ultimo turno  | Ultimo turno | Ultimo turno | Ultimo turno |  |
|  |             |                |               |             |             |  |  |              |               |              |              |              |  |
|  | 11          | Bernarda Pera  | 6             | 4           | 6           |  |  |              |               |              |              |              |  |
|  |             | Aliona Bolsova | 4             | 6           | 3           |  |  | 11           | Bernarda Pera | 6            | 5            | 6            |  |
|  |             | Wang Yafan     | Wang Yafan    | 4           | 2           |  |  | 13           | Polona Hercog | 4            | 7            | 4            |  |
|  | 13          | Polona Hercog  | Polona Hercog | 6           | 6           |  |  |              |               |              |              |              |  |

### Sezione 12
|  | Primo turno | Primo turno            | Primo turno | Primo turno | Primo turno |  |  | Ultimo turno | Ultimo turno    | Ultimo turno    | Ultimo turno | Ultimo turno |  |
|  |             |                        |             |             |             |  |  |              |                 |                 |              |              |  |
|  | 12          | Leylah Annie Fernandez | 6           | 6           | 4           |  |  |              |                 |                 |              |              |  |
|  | WC          | Ana Konjuh             | 7           | 2           | 6           |  |  | WC           | Ana Konjuh      | Ana Konjuh      | 4            | 2            |  |
|  |             | Jasmine Paolini        | 4           | 7           | 4           |  |  | 22           | Nina Stojanović | Nina Stojanović | 6            | 6            |  |
|  | 22          | Nina Stojanović        | 6           | 65          | 6           |  |  |              |                 |                 |              |              |  |